# 25406 Debwysocki
25406 Debwysocki (tên chỉ định: 1999 VR32) là một tiểu hành tinh vành đai chính. Nó được phát hiện bởi dự án Nghiên cứu tiểu hành tinh gần Trái Đất Lincoln ở Socorro, New Mexico, ngày 3 tháng 11 năm 1999. Nó được đặt theo tên Deborah Wysocki, an American educator ở Doylestown, Pennsylvania.